# اتحاد باربادوس لكرة القدم
تأسس اتحاد باربادوس لكرة القدم في عام 1910م وانضم إلى الإتحاد الدولي لكرة القدم في 1968م وإنضم إلى اتحاد أمريكا الشمالية لكرة القدم في 1968م.

## روابط إضافية
- Official website
- Barbados at the FIFA website.